# Mutismus
Mutismus oder psychogenes Schweigen (lat. mutitas „Stummheit“, mutus „stumm“) ist eine Kommunikationsstörung, wobei keine Defekte der Sprechorgane und des Gehörs vorliegen. Der Mutismus tritt mehrheitlich in Verbindung mit einer Sozialphobie auf. Im Jugend- und Erwachsenenalter ist das Schweigen häufig eingebettet in Depressionen. Man unterscheidet beim Mutismus zwischen dem (s)elektiven Mutismus, dem totalen Mutismus sowie dem akinetischen Mutismus.

## Häufigkeit und Verbreitung
Mutismus ist eine sehr seltene und oft unbekannte Kommunikationsstörung, von der etwa zwei bis fünf Kinder von 10.000 Vorschul- oder Schulkindern betroffen sind. Die Angaben zur Geschlechterverteilung (Mädchen:Jungen) sind unterschiedlich. Sie reichen von 1,6:1 bis 2,6:1. Diese Ergebnisse sind unsicher, da sie anhand kleiner Stichproben gewonnen wurden (100 oder 50 Personen). Bemerkenswert ist, dass es sich beim selektiven Mutismus um die einzige Sprachstörung handelt, bei der mehr Mädchen als Jungen betroffen sind.
Kurth und Schweigert unterscheiden den Frühmutismus, der zwischen dem 3. und 4. Lebensjahr auftritt, und den Spätmutismus. Diese Form zeigt sich häufig bei Schuleintritt zwischen dem 5. bis 7. Lebensjahr. Eine alternative Bezeichnung ist daher der Schulmutismus.

## Unterteilung des Mutismus

### Selektiver Mutismus
Der Terminus „elektiver Mutismus“ wurde von dem Schweizer Kinder- und Jugendpsychiater Moritz Tramer (1934) eingeführt und fand internationale Verbreitung. Er wird in der aktuellen Diskussion durch den Begriff des „selektiven Mutismus“ ergänzt. In der ICD-10 der WHO findet sich unter F94.0 der Begriff „elektiver Mutismus“. Die Termini „elektiver Mutismus“ bzw. „selektiver Mutismus“ beschreiben also ein und dasselbe Störungsbild. In der angloamerikanischen Literatur wird in der Regel die Bezeichnung „selektiver Mutismus“ verwendet. Früher wurde auch oft der Terminus Sprechverweigerung verwendet, der jedoch das Problem auf das Kind allein reduziert und suggeriert, das Kind habe die Möglichkeit, wenn es doch wolle, zu sprechen.
Der selektive Mutismus ist eine Angststörung, die vorwiegend im Kindes- und Jugendalter auftritt. Die Unfähigkeit zur Artikulation liegt nur in spezifischen Situationen vor. In vertrauten Umgebungen spricht der Erkrankte meist sogar überdurchschnittlich viel, als ob der versäumte Gesprächsstoff nachgeholt werden müsse. So bekommen Eltern die Krankheit ihres Kindes in vielen Fällen gar nicht mit und werden erst durch Lehrer und Freunde des Kindes darauf aufmerksam gemacht. Bei dieser Art des Mutismus liegen keine geistigen Einschränkungen vor.

### Totaler Mutismus
Der totale Mutismus ist im Gegensatz zum selektiven Mutismus leichter zu erkennen und zu definieren. Die betroffene Person kann in keiner Situation mit anderen Personen verbal kommunizieren. Der totale Mutismus kann durch Schockerlebnisse ausgelöst werden. Zur Häufigkeit möglicher Ursachen sind Quellen nicht bekannt.

### Akinetischer Mutismus
Der Akinetische Mutismus ist ein neurologisches Syndrom, das durch eine schwere Störung des Antriebes gekennzeichnet ist. Dabei ist der Betroffene wach und hat keine Lähmungen. Er bewegt sich aber selbst nicht (Akinese), spricht nicht (Mutismus) und zeigt auch keine Emotionen, da hierzu jeglicher Antrieb fehlt. Wahrnehmung und Gedächtnis sind meist nicht beeinträchtigt.

## Symptome und Beschwerden
Der mutistische Patient spricht überhaupt nicht (totaler Mutismus) oder er schweigt nur bestimmten Menschen gegenüber bzw. in bestimmten Situationen (selektiver Mutismus, auch: elektiver Mutismus). Zudem finden Formen des Kontaktabbruchs auf der Ebene der nonverbalen Kommunikation statt.

## Ursachen
Der Mutismus ist in der Regel durch eine Disposition bedingt. So weisen z. B. in einer Studie von Kristensen 72,2 % der untersuchten Mutisten ausgeprägt schüchterne Familienangehörige auf, dagegen lediglich 17,6 % der Kinder der Kontrollgruppe. Beim totalen Mutismus können Traumata eine Rolle spielen. Allerdings tritt diese schwerste Form des Schweigens auch häufig in Kombination mit endogenen Depressionen, Psychosen oder weiteren psychiatrischen Erkrankungen auf.
Die Störung ist oft mit Sozialangst, Rückzug oder Widerstand verbunden. Es kann sinnvoll sein, eine multifaktorielle Therapie anzubieten, die sich zwischen Sprachtherapie, Psychotherapie, Familientherapie und Psychiatrie bewegt.
Bezüglich des selektiven Mutismus lassen sich in den Familien der Betroffenen gehäuft folgende Merkmale finden: Gehemmtheit, kommunikativer und sozialer Rückzug, eigenbrötlerisches Verhalten, Ängste und Depressionen. Hinzu kommen psychologische Faktoren der Aufrechterhaltung wie vermehrte Aufmerksamkeit, Mittelpunktstellung in der Familie, Sonderrollen und die Befreiung von Pflichten, die dazu führen können, dass die Betroffenen aus dem Teufelskreis des Schweigens nicht mehr alleine herauskommen.
Meist sprechen die selektiv oder elektiv mutistischen Kinder mit den Eltern und Geschwistern, in anderen definierbaren Situationen (mit Fremden, im Kindergarten oder in der Schule etc.) sprechen sie jedoch nicht. Bei Kindern ist ein totaler Mutismus äußerst selten.

## Folgen und Komplikationen
Die gesamte Entwicklung (sprachlich, kognitiv, sozial und emotional) kann vom mutistischen Verhalten betroffen sein. Dies kann Folgen für die Persönlichkeitsentwicklung, die Ich-Identität und das Selbstbewusstsein haben. Betroffene können unter Sozialangst, seelischem Rückzug oder Widerstand gegen andere oder unter einer depressiven Stimmungslage leiden. Es kann zu Schwierigkeiten in der Schule, der Ausbildung oder im Beruf kommen.
Da Kinder mit Mutismus leichter zu ignorieren sind als hyperaktive oder lernbehinderte Kinder, wird selten richtig diagnostiziert oder überhaupt bemerkt, dass eine Störung vorliegt. Von den Eltern werden Kinder mit Mutismus oft als schüchtern oder lustlos begriffen. Im Umfeld der Eltern, der Geschwister und enger Freunde reden die Betroffenen normal und gelöst; sobald jedoch der Verdacht besteht, dass jemand mithört, oder nur ein Dritter sieht, dass der Mund bewegt wird, kann ein Betroffener wieder ins Schweigen verfallen.
Da Mutismus eine Kommunikationsstörung ist und in der Interaktion mit anderen Menschen auftritt, leiden auch die Kommunikationspartner unter dem Schweigen. Man kann Mutisten nicht zum Reden fordern, denn das „zwingt“ sie, immer stiller zu werden.

## Behandlung
Die Behandlung erfolgt sprachtherapeutisch, psychotherapeutisch und/oder psychiatrisch. Bei mutistischen Jugendlichen und Erwachsenen kann eine zusätzliche pharmakologische Behandlung mit Antidepressiva (z. B. Sertralin) stattfinden, wenn eine entsprechende medizinische Herangehensweise gewählt wird. Eine mutismusspezifische Behandlungskonzeption ist die Systemische Mutismus-Therapie (SYMUT) von Hartmann. Sie verbindet sprachtherapeutische und verhaltenstherapeutische Maßnahmen. Eine weitere Verbindung von Psychologie und Kommunikationstherapie findet sich im Ansatz von Katz-Bernstein wieder. Andere Entwürfe deuten das Schweigen als positive Fähigkeit des Kindes um. Hier geht es dann vielmehr darum, dass das Kind von sich aus Kontakt zu anderen Menschen aufnehmen soll, was allerdings aufgrund der vorliegenden Ängstlichkeit nur äußerst selten gelingt.

## Diagnose
Diagnostische Kriterien nach dem DSM-IV sind:
1. Andauernde Unfähigkeit, in bestimmten Situationen zu sprechen, (in denen das Sprechen erwartet wird, z. B. in der Schule), wobei in anderen Situationen normale Sprechfähigkeit besteht.
2. Die Störung behindert die schulischen oder beruflichen Leistungen oder die soziale Kommunikation.
3. Die Störung dauert mindestens einen Monat und ist nicht auf den ersten Monat nach Beginn der Schule, der Ausbildung oder der Berufsausübung beschränkt.
4. Die Unfähigkeit zu sprechen ist nicht durch fehlende Kenntnisse der gesprochenen Sprache bedingt, die in der sozialen Situation benötigt wird, oder dadurch, dass der Betroffene sich in dieser Sprache nicht wohl fühlt.
5. Die Störung kann nicht besser durch eine Kommunikationsstörung (z. B. Stottern) erklärt werden und tritt nicht ausschließlich im Verlauf einer tiefgreifenden Entwicklungsstörung (z. B. Autismus), Schizophrenie oder einer anderen psychotischen Störung auf.

## Differentialdiagnose
Im Gegensatz zur Schizophrenie bzw. Psychose treten beim Mutismus keine Wahnsymptome auf.
Das Sozialverhalten und das Fehlen von Stereotypien differenziert die Störung vom Autismus und Asperger-Syndrom sowie von Deprivationssyndromen (Hospitalismus).
Der Mutismus kann nicht durch Stottern, Poltern oder Stammeln und auch nicht durch ein fehlendes Sprachverständnis (z. B. bei Migrationshintergrund) erklärt werden.
Auch zentral-organische Schädigungen (Schädel-Hirn-Trauma, Aphasie), Sprachentwicklungsstörungen sowie Gehörlosigkeit müssen ausgeschlossen werden. Eine Sonderform, die mit hirnorganischen Läsionen und/oder Inhibitionsmechanismen einhergeht, wird als Akinetischer Mutismus bezeichnet.
Zudem handelt es sich um keinen Mutismus, wenn Menschen aus Trotz (Selbsterhaltung), aus Trauer (z. B. Verlust eines geliebten Menschen oder Scheidung) oder als bewusstes Vermeidungsverhalten bzw. Abwehrmechanismus (z. B. bei Vorträgen vor großem Publikum) schweigen.

## ICD-10 Schlüssel
Die psychisch und nicht organisch bedingten Sprechstörungen (als Entwicklungsstörungen) wie der Mutismus sind in der Kategorie ICD-10 F80 verschlüsselt. ICD-10 F80.0 beschreibt die Artikulationsstörung, ICD-10 F80.1 und ICD-10 F80.2 die expressive bzw. rezeptive Sprachstörung. ICD-10 F80.3 ist die erworbene Aphasie mit Epilepsie (Landau-Kleffner-Syndrom).
Die ICD-10 subsumiert den „selektiven“ Mutismus (ICD-10 F94.0) unter die Störung sozialer Funktionen mit Beginn in der Kindheit und Jugend (dazugehöriger Begriff: Selektiver Mutismus).